# Kyrie
Kyrie je ena od pomembnih molitev pri katoliški maši. Zelo podobno molitev poznajo tudi v pravoslavju in v nekaterih drugih krščanskih Cerkvah.
Ime Kyrie (grško starogrško Κύριε) je zvalnik besede starogrško Κύριος [Kyrios] = Gospod (v pomenu Bog). Molitev se v slovenščini imenuje Gospod, usmili se.
Molitev Kyrie je bila tudi pogosto uglasbena.

## Pri katoliški maši
Pri katoliški maši nastopa molitev Kyrie v uvodnem delu svete maše tik pred spremenljivim mašnim delom, imenovanim slava. Po Drugem vatikanskem koncilu se vse mašne molitve lahko moli tudi v domačem jeziku (na Slovenskem v slovenščini), dolga stoletje pa so bile mašne molitve praviloma v latinščini, le Kyrie so molili vedno v grščini.
Molitev je sestavljena iz treh delov - prvi del je posvečen Bogu Očetu, drugi del Bogu Sinu in tretji del Svetemu Duhu. Tradicionalno se je vsakega od treh delov ponovilo trikrat, kar še dodatno poudarja Sveto Trojice. Danes je bolj običajna dvakratna molitev - najprej moli duhovnik, nato verniki besedilo ponovijo. Besedilo je preprosto:
Grški original: 
starogrško Κύριε ἐλέησον. Χριστὲ ἐλέησον. Κύριε ἐλέησον.
Latinski prepis:
Kyrie eleison. Christe eleison. Kyrie eleison.
Slovensko:
Gospod, usmili se. Kristus, usmili se. Gospod, usmili se.

## V pravoslavju
V pravoslavju je Kyrie ena od najpogostejših molitev sploh. Imenuje se tudi Molitev srca ali Jezusova molitev. Ima dolgo (bolj svečano) obliko, srednjo in kratko obliko (ki se pogosto pojavlja kot odpev pri litanijah). V nadaljevanju je navedena molitev v vseh treh oblikah:
Grško: 
starogrško Κύριε Ιησού Χριστέ, Υιέ του Θεού, ελέησόν με τον αμαρτωλόν.
starogrško Κύριε Ιησού Χριστέ, ελέησόν με.
starogrško Κύριε ελέησόν.
Rusko: 
Господи Иисусе Христе, Сыне Божий, помилуй мя грешного.
Господи Иисусе Христе, помилуй мя.
Господи, помилуй.
Srbsko: 
Господе Исусе Христе, Сине Божји, помилуј ме грешног.
Господе Исусе Христе, помилуј ме.
Господе, помилуј.
Slovensko:
Gospod Jezus Kristus, Božji Sin, usmili se mene grešnika.
Gospod Jezus Kristus, usmili se me.
Gospod, usmili se.